# Distretto di Kathu
Il distretto di Kathu (in thailandese: กะทู้) è un distretto (amphoe) della Thailandia, situato nella provincia di Phuket.